# Émile Mer
Émile Mer (1841-1921) est un  ingénieur des eaux et forêts français.